# Hu Zongnan
Hu Zongnan o Hu Tsung-nan (Distretto di Zhenhai, 16 maggio 1896 – Taipei, 14 febbraio 1962) è stato un generale cinese. Il suo nome di cortesia era Shoushan (壽山). Era originario di Zhenhai, Ningbo. Fu un generale dell'Esercito Rivoluzionario Nazionale e poi dell'esercito della Repubblica di Cina. Insieme a Chen Cheng e Tang Enbo, formò il triumvirato dei generali più fidati di Chiang Kai-shek durante la seconda guerra sino-giapponese. Dopo la ritirata dei nazionalisti a Taiwan nel 1949, Hu fu consigliere strategico militare del presidente fino alla sua morte nel 1962.

## Campagne contro i signori della guerra
Hu era nella prima classe di laurea dell'Accademia militare di Whampoa (1924). Uno degli studenti preferiti di Chiang Kai-shek, prese parte alla Spedizione del Nord come comandante del 2º Reggimento, 1ª Divisione, Prima Armata. Nel maggio del 1927 fu promosso a vicecomandante della 1ª divisione mantenendo il comando del 2º reggimento. Nel novembre dello stesso anno gli fu assegnato il comando della 22ª divisione e guidò la divisione durante la seconda spedizione del Nord nell'aprile 1928. Ad agosto la sua divisione fu ridimensionata alla 2ª brigata di 1ª divisione, e servì come comandante di questa brigata a cui Chiang pensò molto. Nel 1929 e nel 1930 guidò la sua brigata nella guerra delle Pianure centrali per difendere il governo centrale contro i signori della guerra regionali come la nuova cricca del Guangxi (o cricca Gui), Feng Yuxiang e Yan Xishan. Fu promosso e gli fu dato il comando di una prima divisione riorganizzata al suo ritorno.
Partecipò alle campagne di accerchiamento anticomuniste di Chiang, ricevette il comando della Prima Armata nel 1936 e prese parte alla battaglia di Shanghai e Wuhan, guidando in vario modo la diciassettesima armata, la 34ª armata, l'ottava regione militare e la 1ª regione militare. Hu si dimostrò in queste battaglie e insieme a Tang Enbo, Xue Yue e altri, Hu diventò uno dei generali del Kuomintang che il nemico temeva e rispettava profondamente. Tuttavia, la gloria di Hu sui campi di battaglia fu di breve durata, e con grande gioia del suo nemico giapponese, il generale quasi svanì dopo queste battaglie e partecipò raramente al resto della guerra perché gli fu affidato il controllo di oltre 400 000 truppe del Kuomintang da Chiang Kai-shek per bloccare la base comunista nello Shaanxi. Hu Zongnan avrebbe preferito morire per il suo paese sui campi di battaglia combattendo gli invasori giapponesi. Anche gli agenti comunisti infiltrati nella sua cerchia interna avrebbero dovuto ammettere che Hu aveva mostrato di tanto in tanto il suo entusiasmo di combattere i giapponesi, ma come soldato professionista, eseguì scrupolosamente il suo ordine dato da Chiang Kai-shek rimanendo in questo posto di comando per il resto della guerra.
Durante questo periodo, la rivalità di Hu con Chen Cheng continuò mentre la sua amicizia con Dai Li si approfondiva, portando al fidanzamento di Hu con Ye Xiadi (叶 霞 翟), che era un'agente Juntong che lavorava sotto Dai Li e fu presentata a Hu da Dai. Hu e Ye alla fine si sposarono nel 1948, quando Hu aveva 52 anni, quasi 20 anni più vecchio di Ye.

## Ripresa della guerra civile cinese
Dopo la seconda guerra mondiale, Hu Zongnan combatté contro il Partito Comunista Cinese e nella fase iniziale della lotta, una volta ebbe successo nel prendere Yan'an, la capitale della base comunista nello Shaanxi. Tuttavia, Hu non fu in grado di ottenere ulteriori vittorie significative a causa delle 400 000 truppe che una volta aveva comandato per gran parte della guerra, una gran parte fu trasferita ad altri comandi dopo la guerra, lasciando allora solo 250 000 per Hu stesso. Si diceva che le rivalità di Hu all'interno di Kuomintang intorno a Chiang Kai-shek come Chen Cheng fossero gelose di lui e convinsero Chiang a ridurre il potere di Hu. Con la morte del suo stretto alleato Dai Li, non c'era nessuno a difendere Hu Zongnan di fronte a Chiang, e poiché Hu stesso si trovava nella lontana terra nel remoto angolo della Cina impegnato a combattere i comunisti, non poteva abbandonare il suo lavoro e andare da Chiang per prendere parte alla lotta politica all'interno del Kuomintang. Sebbene Hu Zongnan fosse un abile comandante, non c'era tuttavia partita contro il suo avversario comunista Peng Dehuai, e con le assolute superiorità numeriche e tecniche. Il quarto di milione di soldati di Hu non solo non riuscì a sconfiggere le 20 000 forze del comunista Peng Dehuai, ma dopo il loro successo iniziale subì continuamente numerose sconfitte che ridussero notevolmente la sua forza. La perdita delle sue truppe fu così grande che nel marzo del 1950, quando Hu si ritirò a Taiwan, era da solo e non gli rimanevano truppe.

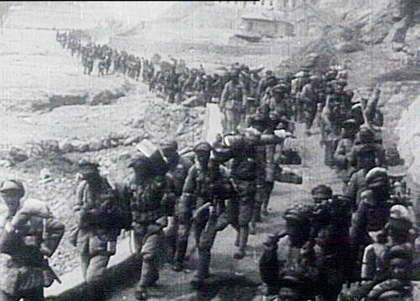
L'esercito di Hu Zongnan avanza verso Yan'an

Tuttavia, va detto che la sconfitta di Hu aveva molto più da fare per la sua personalità politica che per le sue capacità militari. Ancora più importante, l'eccesso di fiducia, lo zelo politico e l'infatuazione di Chiang Kai-shek nel mantenere la terra conquistata come quella del Hitler contribuirono notevolmente al fallimento del Kuomintang. Il terreno accidentato della Cina nord-occidentale favoriva i difensori comunisti e la loro guerriglia e non era adatto alle truppe nazionaliste meccanizzate, molte delle quali erano necessarie per difendere le regioni appena conquistate. Durante il successo iniziale di Hu Zongnan, fu in grado di invadere la base comunista nello Shaanxi e costrinse i comunisti a evacuare la maggior parte dei loro corpi governativi ad est del Fiume Giallo al costo di perdere semplicemente 20 000 truppe su un quarto di milione totale nel processo, ma al fine di proteggere le vaste regioni appena conquistate, le truppe nazionaliste furono pericolosamente tese eccessivamente e si sparsero. Ad esempio, occorrerebbero 80 000 truppe per catturare e proteggere Yan'an, l'antica capitale comunista nello Shaanxi, ma il simbolismo politico era troppo semplice per abbandonare Chiang Kai-shek e il Kuomintang, e di conseguenza lo zelo politico scavalcò la praticità militare. Hu Zongnan fu aiutato dalla cavalleria musulmana della cricca Ma durante la cattura di Yan'an.
Un'altra maledizione letale su Hu Zongnan e le sue truppe fu l'infatuazione di Chiang Kai-shek di aggrapparsi alla terra conquistata: le regioni erano semplicemente troppo grandi e troppo robuste per essere sorvegliate da qualsiasi forza meccanizzata relativamente piccola ma altamente mobile, e quindi un gran numero delle truppe dovevano essere di stanza in regioni geograficamente isolate per proteggere queste regioni. Le ragioni per cui era necessaria una forza così grande erano che la forza comunista principale non era stata danneggiata in alcun modo durante le campagne nazionaliste ed era ancora in grado di lanciare assalti contro i nazionalisti, e l'eccessiva fiducia di Chiang Kai-shek gli fece credere che i 20 000 forti della principale forza comunista impegnata nella guerriglia nella sua ex base non era una minaccia, che si rivelò fatalmente sbagliata. Per ottenere ciò che Chiang aveva desiderato, era necessaria una forza molto più grande di 400 000, e 230 000 truppe che Hu aveva sotto il suo comando non erano certamente sufficienti per fare il lavoro.
La rivista americana TIME affermò che Hu si batteva il petto come Tarzan quando era frustrato o arrabbiato. Nel marzo del 1948, a Ichuan Peng Dehuai guidò le forze comuniste a lanciare un attacco a sorpresa contro le forze di Hu Zongnan, infliggendo loro 20 000 vittime e guidò fino al Sichuan con 60 000 soldati per raggiungere il Sichuan, il generale Hu chiese aiuto immediato al governatore musulmano Ma Hongkui, che inviò due divisioni di cavalleria musulmana. Sconfissero le forze comuniste a Pao-chi e inflissero 20 000 morti ai comunisti, espellendoli nel Gansu.
Nel 1949 tutte le difese del Kuomintang stavano crollando. Il generale Hu Zongnan ignorò gli ordini del presidente Li Zongren e il generale musulmano Ma Hongkui era furioso per questo. Hu, inoltre, non onorò le promesse a Ma Hongkui e agli altri generali musulmani della cricca Ma. Ma Hongkui inviò un telegramma a Li Zongren per presentare le sue dimissioni da tutte le posizioni che aveva ricoperto, quindi fuggì a Taiwan, e suo cugino Ma Hongbin si occupò delle sue posizioni.

## Eredità
Hu Zongnan, in quanto abile comandante militare non era a conoscenza di questi problemi che i nazionalisti avevano affrontato, ma come soggetto leale di questo superiore, Hu non poteva sfidare Chiang Kai-shek, specialmente quando tali azioni avrebbero fornito la falsa impressione che lo stesse trattenendo ed espandendo il proprio potere, aprendo la strada per diventare un nuovo signore della guerra, poiché era già stato chiamato il re nord-occidentale non solo dai comunisti, ma anche dalle sue rivalità all'interno del Kuomintang stesso. Pertanto, Hu obbedì fedelmente ai suoi ordini dati da Chiang Kai-shek e non fece alcuna opposizione quando la sua forza fu drasticamente ridotta, anche se doveva essere notevolmente potenziata se le intenzioni di Chiang Kai-shek fossero state eseguite, e alla fine finì in inevitabili sconfitte: solo dopo aver perso solo poco più di 13 000 truppe su un totale di 230 000 nelle tre battaglie, le offensive nazionaliste nell'ex base comunista erano effettivamente finite perché non c'erano abbastanza truppe per sorvegliare ogni nuova regione conquistata e lanciare allo stesso tempo aggressioni contro la forza principale comunista. I comunisti furono in grado di riposare e raggrupparsi dopo queste tre battaglie e capitalizzare su questa situazione di stallo, ribaltando infine il tavolo dei nazionalisti decimando gradualmente la forza del Kuomintang, un piccolo pezzo alla volta. Sebbene Chiang Kai-shek avrebbe inviato un rinforzo a Hu che alla fine era più grande di quello che egli aveva comandato durante la seconda guerra mondiale, non aiutò la situazione dei nazionalisti perché tale rinforzo fu inviato in piccoli numeri uno alla volta, quindi un colpo decisivo per la forza principale comunista non poteva essere lanciata con superiorità numerica e tecnica in un solo colpo. Al contrario, i comunisti furono in grado di concentrare la loro forza per lanciare colpi decisivi a ogni presidio nazionalista che avevano ingaggiato ogni volta ottenendo una superiorità numerica, eliminando gradualmente le unità Kuomintang. Il fallimento di Hu Zongnan non fu grande a causa delle sue capacità militari, ma in seguito fu accusato dai suoi rivali. Un'altra ragione del fallimento di Hu fu che la sua assistente di fiducia, il maggiore generale Xiong Xianghui, era una spia comunista. Xiong si unì segretamente al Partito Comunista nel dicembre 1936 all'Università Tsinghua e sotto l'ordine diretto di Zhou Enlai, Xiong andò a lavorare per Hu Zongnan nel dicembre 1937. Xiong eccelleva nel suo lavoro e dal marzo 1939 era diventato il subordinato più fidato di Hu e nominò Xiong suo segretario, una posizione che Xiong ha ricoprì fino a maggio 1947, quando fu mandato negli Stati Uniti da Hu per studiare. Non fu dopo che Xiong lasciò Hu, Hu scoprò la vera identità di Xiong e, ovviamente, non colpa sua ed egli stesso fu ingannato e quindi anche una vittima, ma il suo nemico politico, come quelli nel campo di Chen Cheng, lo accusarono di aver ospitato i comunisti, in seguito riemerse un'accusa dopo che i nazionalisti si era ritirati a Taiwan, e Hu fu respinto per entrambe le volte. Dopo che il Kuomintang fuggì a Taiwan, fu governatore della provincia del Chekiang dal 1952, comandò la difesa della Repubblica di Cina nella prima crisi dello stretto di Taiwan e si ritirò dall'esercito nel 1955. Continuò a servire come consigliere strategico militare del presidente fino al suo morte il 14 febbraio 1962.